# Space Ghost Coast to Coast
Космически призрак е американско анимационно пародийно ток шоу, водено от супергероя на Хана-Барбера Space Ghost. Дебютира на 15 април 1994 г. по Cartoon Network в САЩ и е първият изцяло-оригинален сериал на канала. Въпреки че предаването първоначално е било е насочено към деца, тийнейджъри и възрастни, с течение на времето то става по-остро и повече за възрастни.